# Discyphus scopulariae
Discyphus scopulariae är en orkidéart som först beskrevs av Heinrich Gustav Reichenbach, och fick sitt nu gällande namn av Rudolf Schlechter. Discyphus scopulariae ingår i släktet Discyphus och familjen orkidéer.

## Underarter
Arten delas in i följande underarter:
- D. s. longiauriculata
- D. s. scopulariae

## Bildgalleri

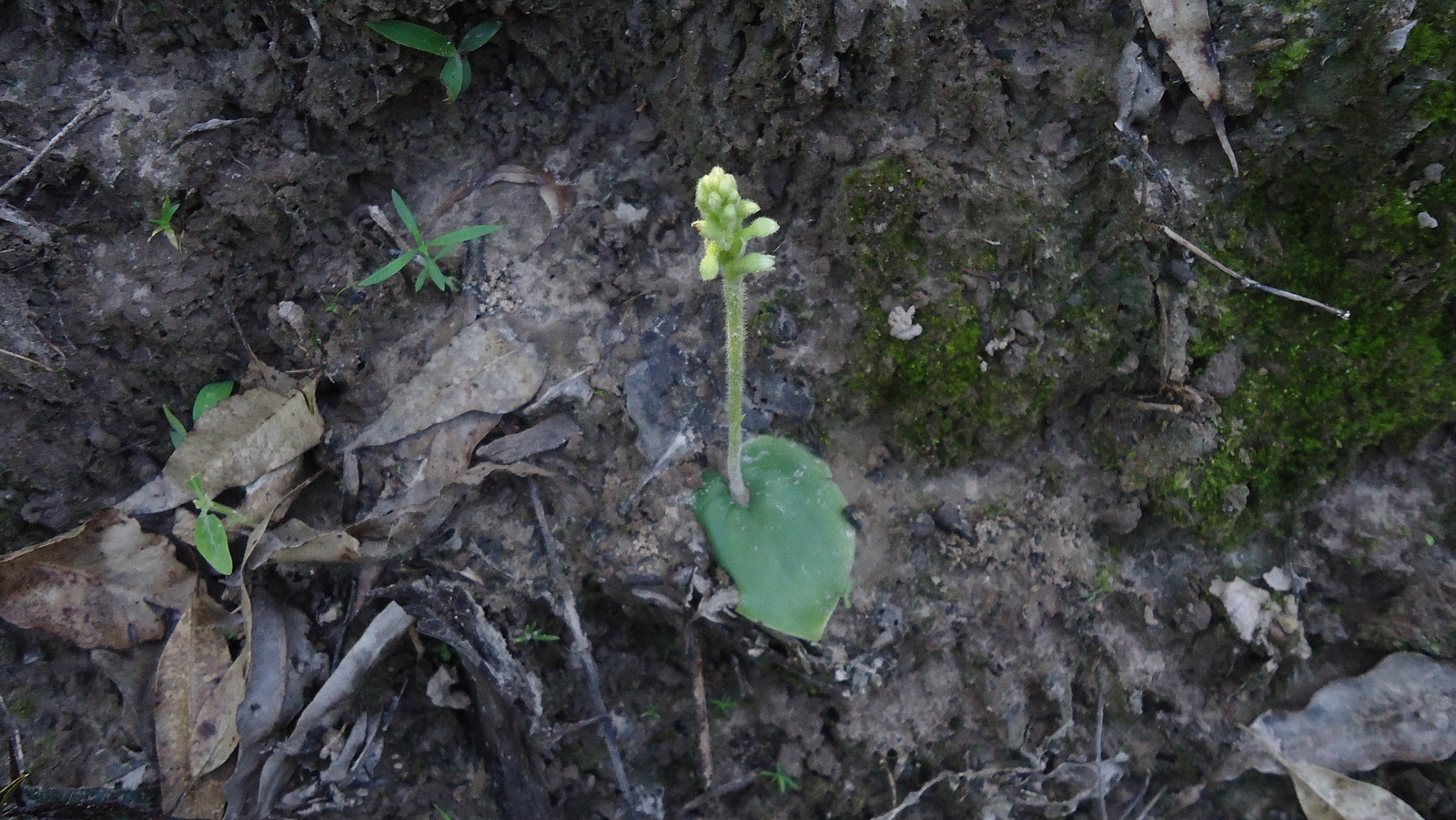
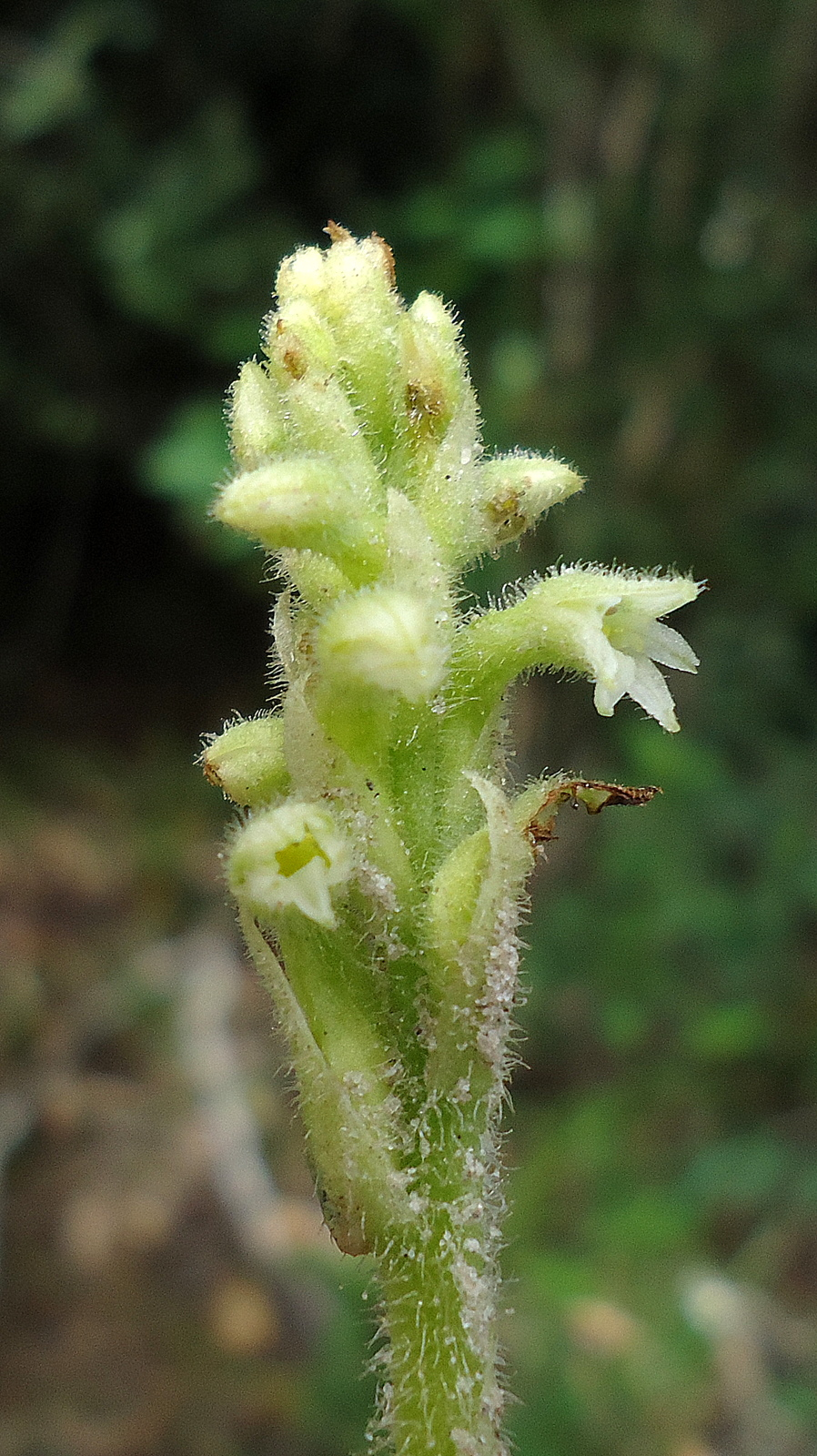
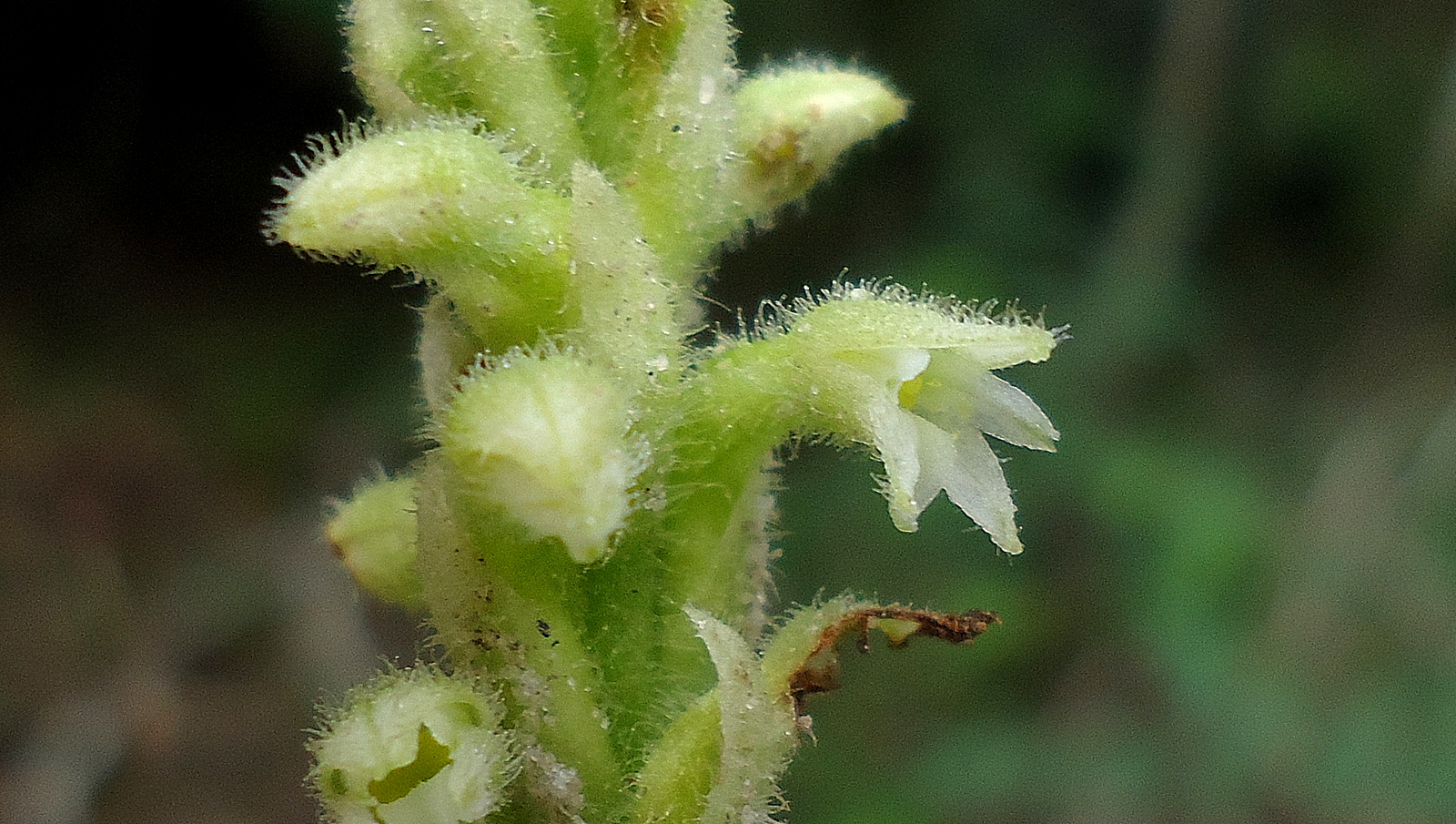
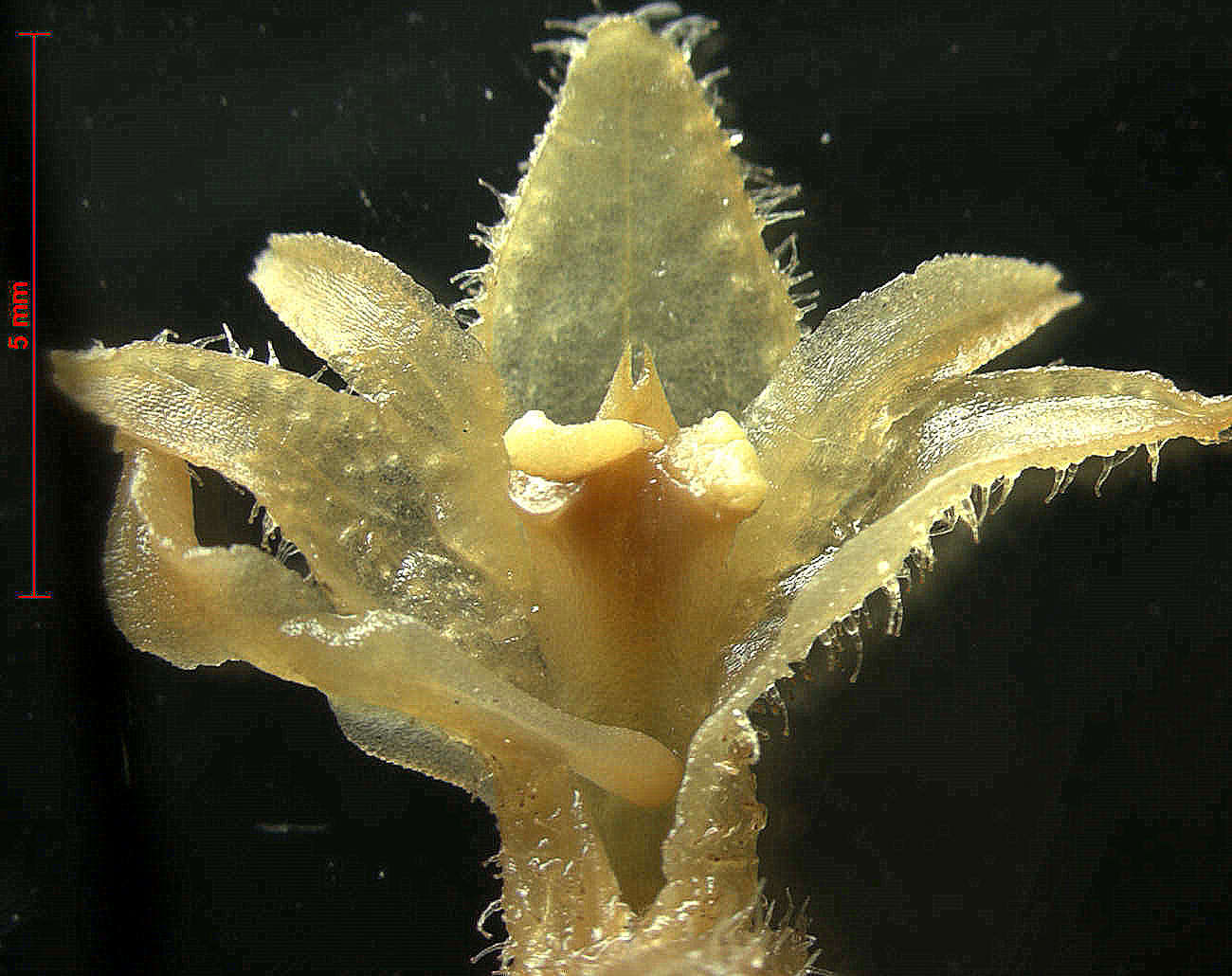
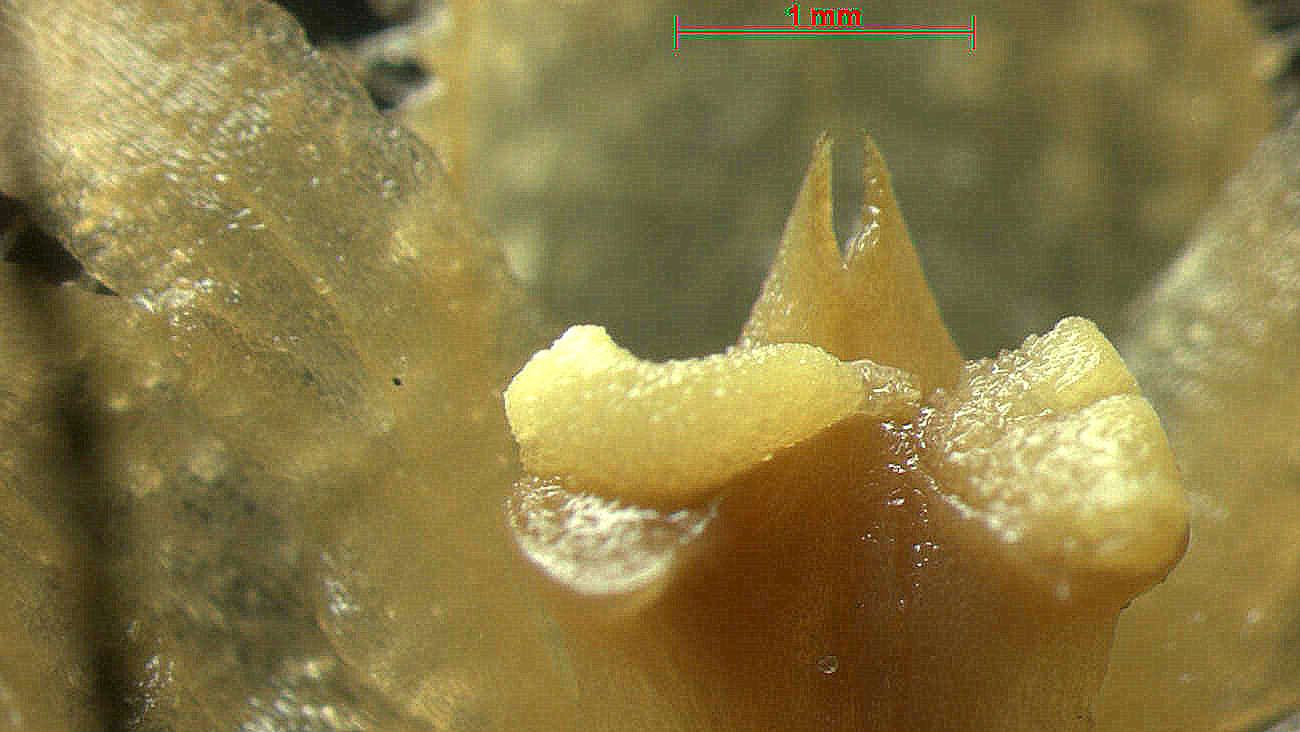